# Rhizocarpon saanaënse
Rhizocarpon saanaënse är en lavart som beskrevs av Veli Johannes Paavo Bartholomeus Räsänen. Rhizocarpon saanaënse ingår i släktet Rhizocarpon, och familjen Rhizocarpaceae. Enligt den finländska rödlistan är arten otillräckligt studerad i Finland. Arten är reproducerande i Sverige. Artens livsmiljö är kalkstensklippor och kalkbrott, inklusive bar kalkjord.